# Universidad de Hacettepe (baloncesto)
El Hacettepe Üniversitesi es un club de baloncesto profesional de la ciudad de Ankara, que milita en la TB2L, la segunda categoría del baloncesto turco. El equipo es la rama de baloncesto del club deportivo de la Universidad de Hacettepe. Disputa sus partidos en la Ankara Arena, con capacidad para 10.400 espectadores

## Posiciones en liga
- 2009 (3)
- 2010 (1-TB2L)
- 2011 (2-TB2L)
- 2012 (12-TBL)
- 2013 (15)

## Palmarés
- Semifinalista de la TB2L: 2010
- Subcampeón de la TB2L Grupo B: 2011
- Subcampeón de la TB2L: 2011

### Plantilla 2013-2014
| N.º | Nombre        | Nacionalidad       | Puesto |
| --- | ------------- | ------------------ | ------ |
| --  | Nezih Ozbakir | Bandera de Turquía | Pívot  |

## Jugadores Célebres
- Hüseyin Beşok
- Murat Kaya
- Matthew Bryan-Amaning
- Sherron Collins
- Melvin Sanders
- Cameron Bennerman